# Софолуве, Юиса
Юиса Софолуве (англ. Yisa Sofoluwe; 28 декабря 1967, Абеокута — 9 февраля 2021, Лагос, Нигерия) — нигерийский футболист, защитник. За карьеру сыграл 42 матча за национальную сборную Нигерии по футболу и забил 1 гол.

## Клубная карьера
На клубном уровне выступал за клубы Шутинг Старз, «Абиола Бейбз», «Бридж» и «Гейтуэй Юнайтед». В составе Шутинг Старз выступал в сезоне чемпионата Нигерии по футболу 1982/1983. В составе «Абиола Бейбз» дважды стал обладателем Кубка
Нигерии (1985, 1987).

## Карьера в сборной
Дебютировал за сборную Нигерии 14 августа 1983 года в отборочном матче Кубка африканских наций против сборной Марокко в Бенине (0:0). В 1984 году был в составе сборной Нигерии на Кубке африканских наций, где занял второе место. На этом турнире сыграл пять матчей: групповые матчи с Ганой (2:1), Малави (2:2) и Алжиром (0:0), полуфинал с Египтом (2:2, по пенальти 10:9) и финал с Камеруном (1:3).
На Кубке африканских наций 1988 сыграл в матчах группового этапа против Кот-д'Ивуара и Марокко соответственно.

## Смерть
Умер в Лагосе 9 февраля 2021 года от осложнений, вызванных COVID-19.